# Beverly Grant
Beverly Grant nebo také Conrad (14. října 1936 – 4. července 1990) byla americká herečka a režisérka. Narodila se v Detroitu. V roce 1963 hrála ve filmu Normal Love režiséra Jacka Smithe. Při jeho natáčení potkala svého budoucího manžela, hudebníka a režiséra Tonyho Conrada. Manželství se rozpadlo v roce 1976. Rovněž vystupovala ve Smithově kontroverzním snímku Flaming Creatures. Rovněž vystupovala v několika screen testech výtvarníka a režiséra Andyho Warhola. Dále například vystupovala ve snímku Chumlum, jehož režisérem byl Ron Rice. Rovněž hrála v různých divadelních představeních. Později společně s Conradem natočila několik filmů, jako například Coming Attractions, Straight and Narrow a Four Square. Zemřela na rakovinu ve městě London v Ohiu ve věku 54 let.